# Plélauff
Plélauff [plelof] est une commune française située dans le département des Côtes-d'Armor en région Bretagne. Plélauff est positionnée au nord du pays Vannetais. Pellàn c'est en breton la commune la plus éloignée de l'ancien diocèse de Vannes. Elle fait à présent partie du canton de Rostrenen.

## Géographie
| Plouguernével | Gouarec          | Bon Repos sur Blavet |
| Mellionnec    | Plélauff         | Bon Repos sur Blavet |
|               | Lescouët-Gouarec | Bon Repos sur Blavet |

### Situation
Plélauff fait partie du pays Pourlet. La danse relative à ce terroir est la gavotte pourlette encore dansée dans la région de Guéméné sur Scorff. 
L'important hameau de la Lande de Gouarec fait partie intégrante de la commune. Situé à environ 1km et demi du centre ville, ce quartier est plus proche de Gouarec que de son "vourc'h". De par son histoire, son sous-sol appartenait à l'ancien chef-lieu de canton. Contrairement à son bourg, culturellement "Lann Gwareg" fait partie du pays Kost ar c'hoat (le pays à côté du bois). Cette forêt en question bordée à l'ouest de ce "pays" est la forêt de Quénécan située au nord-ouest de Pontivy. Le Kost ar C'hoat occupe un territoire d'environ 30 kilomètres carrés dont la moitié est recouverte de bois et de landes. Il se situe entre Gouarec au nord et Silfiac au sud et comprend une partie de Plélauff, Perret, une partie de Sainte-Brigitte et l'est de la commune de Silfiac. La limite ouest du territoire admise par les anciens se situait à l'ouest de la route Gouarec-Silfiac-Pontivy et la limite nord au Blavet.
Le Kost ar c'hoad est aussi le nom d'une danse bretonne traditionnelle de la famille des gavottes. En avril 1997, à Silfiac en Morbihan, était organisé un concours de danse et de musique Kost au C'hoat. Ce concours mis en compétition une vingtaine de couple de danseurs et une dizaine de couples de musiciens. Cette manifestation perdurera quelques années à Silfiac, puis cette fête sera transférée à Gouarec, sur l'ancien champ de foire.
| - Carte topographique de la commune de Plélauff. |

### Cadre géologique

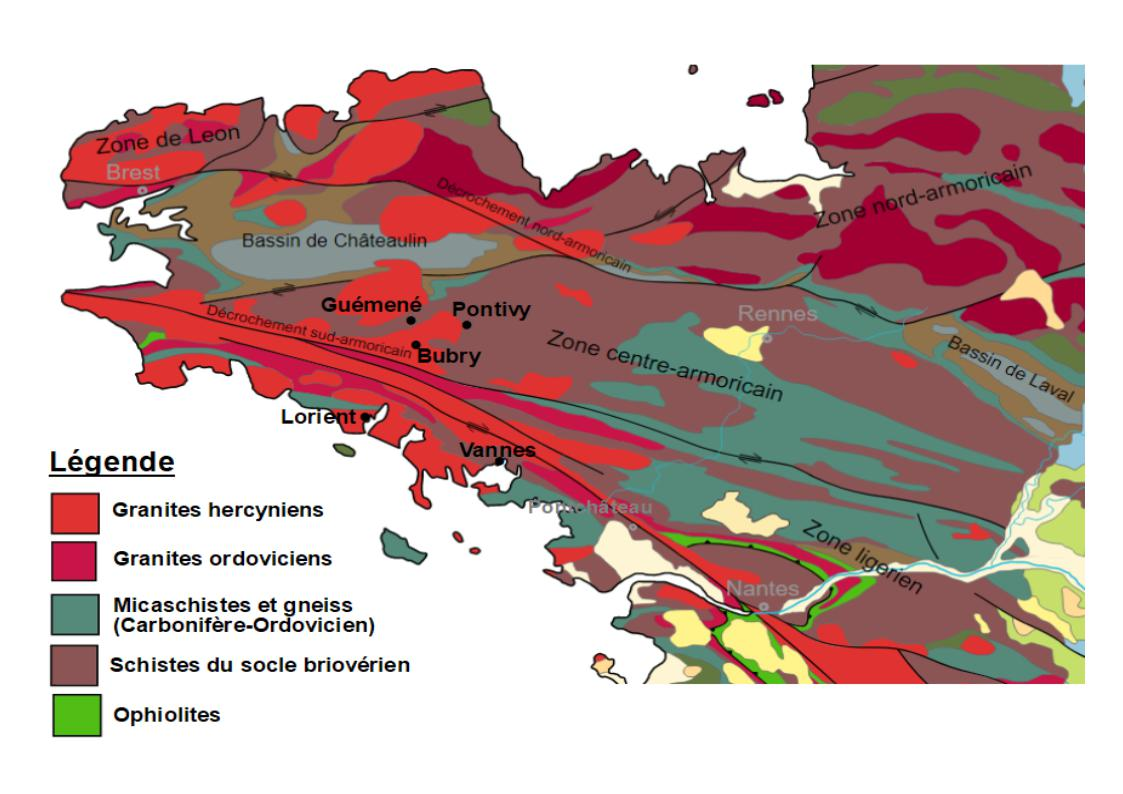
Carte géologique : la diorite de Plélauff est associée au massif granitique de Rostrenen (pluton au nord de Guémené). Chacune de ces deux unités contient des enclaves de sa voisine, ce qui suggère la contemporanéité des deux magmas à l'origine du massif.

Plélauff est localisée dans le domaine centre armoricain, unité géologique du Massif armoricain qui est le résultat de trois chaînes de montagnes successives. L'histoire géologique du territoire plélauffien est marquée par le cycle cadomien (entre 750 et 540 Ma) qui se traduit par la surrection de la chaîne cadomienne qui devait culminer à environ 4 000 m et regroupait à cette époque (avant l'ouverture de l'océan Atlantique) des terrains du Canada oriental, d'Angleterre, d'Irlande, d'Espagne et de Bohême. Cette ceinture cadomienne se suit à travers le Nord du Massif armoricain depuis le Trégor (baie de Morlaix) jusqu'au Cotentin. À une collision continentale succède une période de subduction de l'océan celtique vers le sud-est, sous la microplaque Armorica appartenant alors au supercontinent Gondwana. Des failles de direction N40°-N50°enregistrent un raccourcissement oblique, orienté environ NNE-SSW. Au Précambrien supérieur, la région est soumise à un régime extensif, associé à l'évolution post-orogénique cadomienne, qui contrôle la sédimentation briovérienne alimentée par l'érosion de la chaîne. La tectonique régionale entraîne un métamorphisme à haute température et basse pression, les sédiments sont ainsi fortement déformés, plissés, formant essentiellement des schistes et des gneiss. Le territoire de Plélauff est surtout marqué par la phase orogénique bretonne de l'orogenèse varisque, au début du Carbonifère inférieur, ou Tournaisien, il y a environ 360 Ma. La collision continentale au cours de l'orogenèse varisque proprement dite se traduit dans le Massif armoricain par un métamorphisme général de basse-moyenne pression, formant les gneiss et micaschistes, par des phases de cisaillement et par une anatexie générant migmatites et granites. Elle se traduit enfin, par la mise en place de nombreuses intrusions granitiques (leucogranite de Bubry-Pontivy, monzogranite porphyroïde de Rostrenen) à travers les schistes cristallins, concomitamment aux cisaillements et à ce métamorphisme.
L'unité géologique traditionnellement appelée « massif de Rostrenen » est formé par un cortège de roches plutoniques comprenant notamment le lobe de granite porphyroïde homogène de Rostrenen, avec des enclaves de diorite quartzique dans sa partie orientale. Cette diorite de Plélauff est une roche sombre grenue, gris foncé à bleu-noir. Elle présente une assez forte diversité : diorite quartzique, diorite, mais aussi granodiorite, voire passage au gabbro. Susceptible d'un bon poli et d'un débitage facilité en raison de la météorisation superficielle en boules, elle a été exploitée dans de nombreuses carrières encore en activité vers les années 1960-1970. On peut observer son utilisation à « Saint-Aignan, Neuillac et Perret, type stèle classique. À Silfiac, stèle plate. À Sainte-Brigitte, stèle plate polie d’un côté ; de même à Stival (guerre 1939-1945). Au cimetière de Cléguérec, le monument érigé à la mémoire des victimes de la barbarie nazie, est formé de trois blocs bruts en pierre de Plélauff ». Elle est également utilisée dans les édifices religieux (église de Gouarec où elle est associée à des moellons en schiste bleu de provenance locale, chaînages d'angle en diorite et en granite porphyroïde de Rostrenen sur l'église de Plélauff) ou civils (demeures du bourg de Plélauff, viaduc ferroviaire de Guily-Glas, viaduc de la Douffine…).
De la limonite, disséminée en rognons dans des terrains datant du silurien a été exploitée par le passé dans une bande de 200 mètres d'épaisseur passant de l'ouest vers l'est par Kerauter, Kerdaniel (en Plélauff), Rosquelfen (en Laniscat), Saint-Gelven, Bézénan et Bois-des-Houx [Bodenhours] (en Caurel pour les deux derniers lieux-dits cités).

### Relief et hydrographie

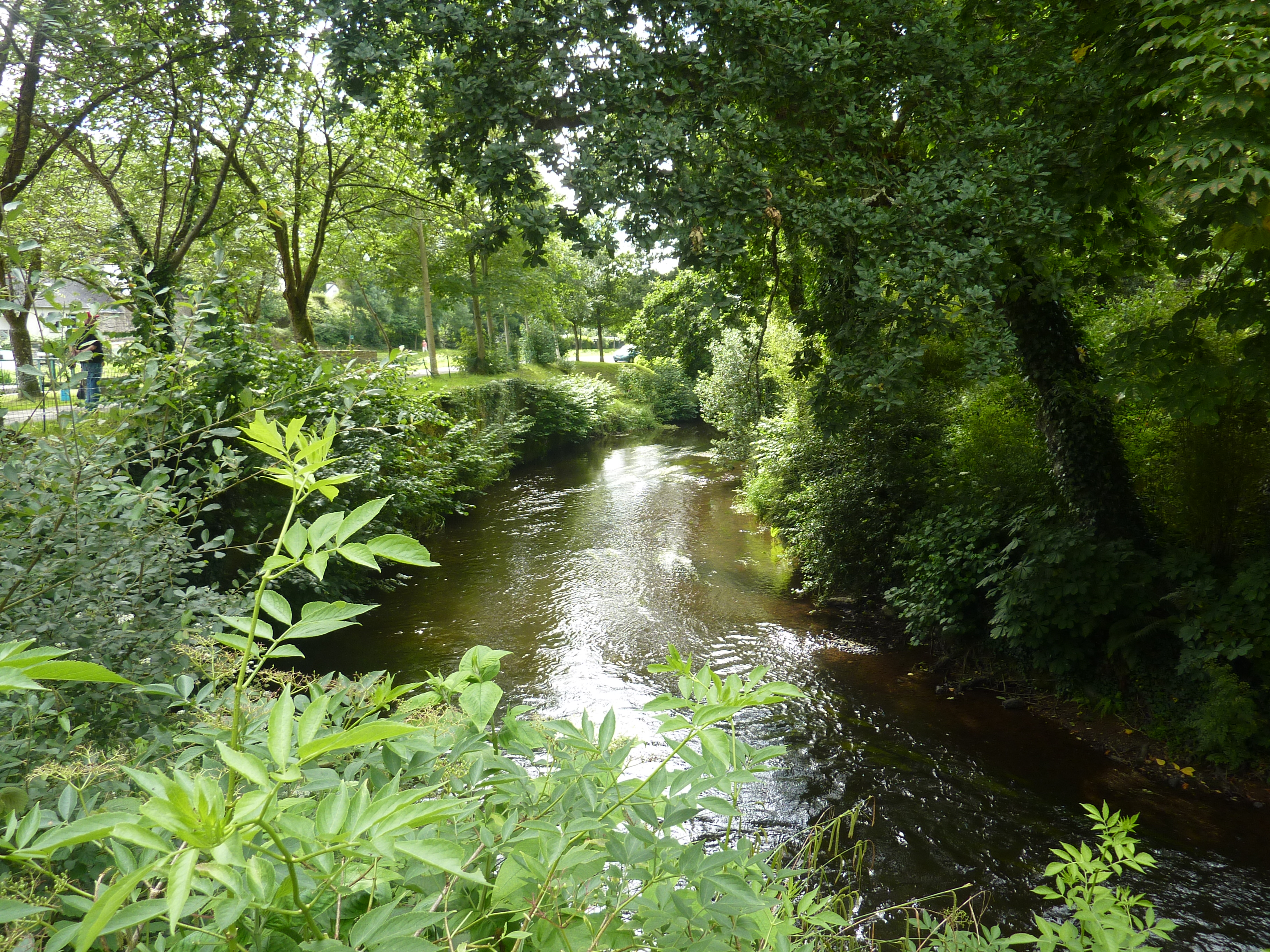
Le Doré juste au nord de l'écluse de la Villeneuve qui est située sur le canal de Nantes à Brest. À cet endroit le Doré a conservé son cours naturel qui sert de limite communale entre Gouarec et Plélauff.

### Hydrographie
Pour un article plus général, voir Réseau hydrographique des Côtes-d'Armor.
La commune est située dans le bassin Loire-Bretagne. Elle est drainée par le Blavet, le canal de Nantes à Brest, le Crennard et un autre petit cours d'eau,.
Le Blavet, d'une longueur de 149 km, prend sa source dans la commune de Bourbriac et se jette  dans le canal de Nantes à Brest sur la commune et de Gouarec, après avoir traversé 31 communes.  Les caractéristiques hydrologiques du Blavet sont données par la station hydrologique située sur la commune. Le débit moyen mensuel est de 8,55 m3/s. Le débit moyen journalier maximum est de 105 m3/s, atteint lors de la crue du 7 février 2014. Le débit instantané maximal est quant à lui de 125 m3/s, atteint le même jour.

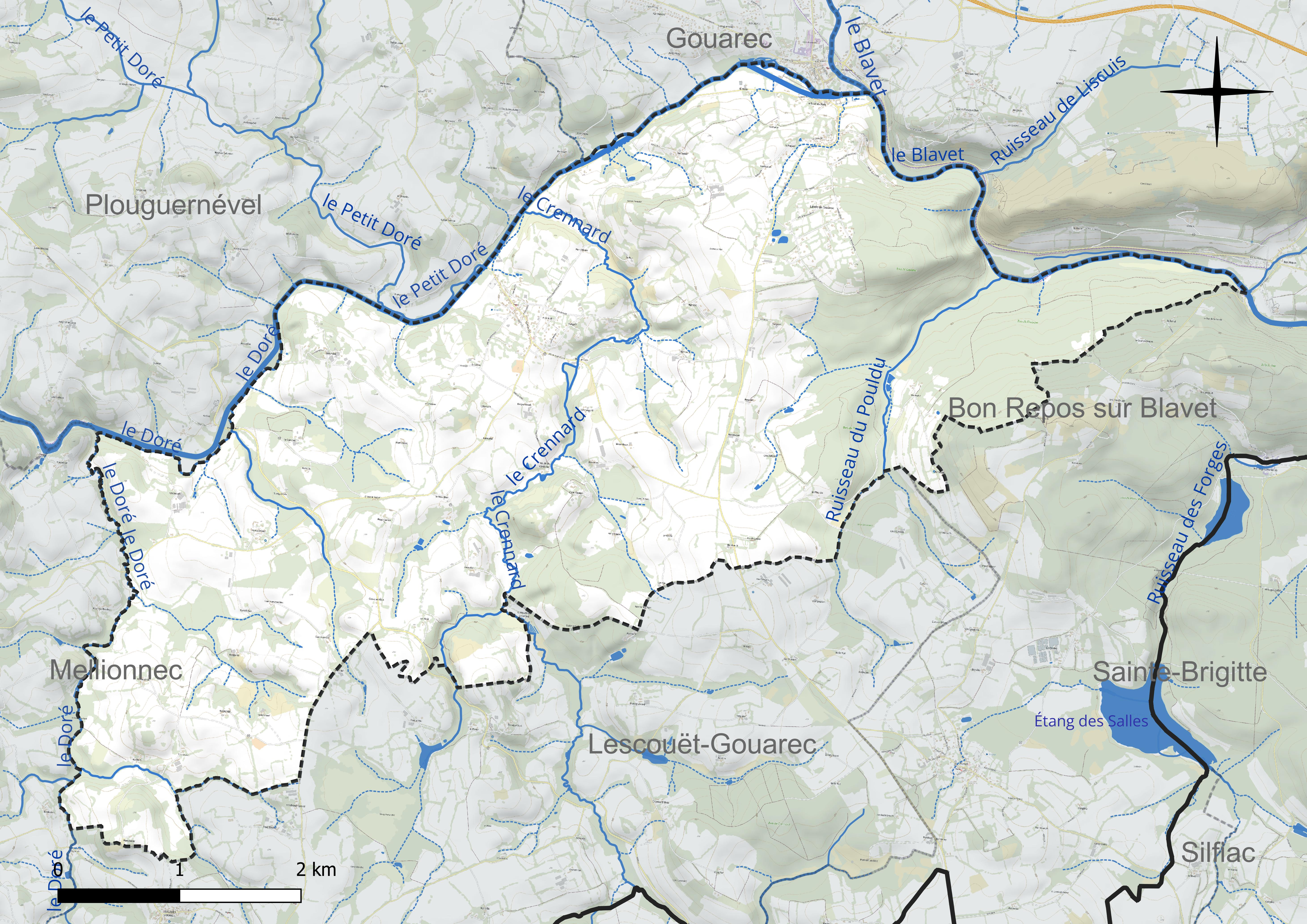
Réseau hydrographique de Plélauff.

Le canal de Nantes à Brest est un canal, chenal et un estuaire et un cours d'eau naturel navigable, d'une longueur de 396 km. Il prend sa source dans la commune de Nort-sur-Erdre et se jette  dans la Loire à Nantes, après avoir traversé 82 communes. 
Le Crennard, d'une longueur de 11 km, prend sa source dans la commune de Silfiac et se jette  dans le canal de Nantes à Brest sur la commune, après avoir traversé cinq communes. 

### Climat
Pour des articles plus généraux, voir Climat de la Bretagne et Climat des Côtes-d'Armor.
En 2010, le climat de la commune est de type climat océanique franc, selon une étude du Centre national de la recherche scientifique s'appuyant sur une série de données couvrant la période 1971-2000. En 2020, Météo-France publie une typologie des climats de la France métropolitaine dans laquelle la commune est exposée à un climat océanique et est dans la région climatique Finistère nord, caractérisée par une pluviométrie élevée, des températures douces en hiver (6 °C), fraîches en été et des vents forts. Parallèlement l'observatoire de l'environnement en Bretagne publie en 2020 un zonage climatique de la région Bretagne, s'appuyant sur des données de Météo-France de 2009. La commune est, selon ce zonage, dans la zone « Monts d'Arrée », avec des hivers froids, peu de chaleurs et de fortes pluies.
Pour la période 1971-2000, la température annuelle moyenne est de 11,1 °C, avec une amplitude thermique annuelle de 11,9 °C. Le cumul annuel moyen de précipitations est de 1 041 mm, avec 15,7 jours de précipitations en janvier et 7,3 jours en juillet. Pour la période 1991-2020, la température moyenne annuelle observée sur la station météorologique la plus proche, située sur la commune de Rostrenen à 9 km à vol d'oiseau, est de 11,1 °C et le cumul annuel moyen de précipitations est de 1 146,6 mm,. Pour l'avenir, les paramètres climatiques de la commune estimés pour 2050 selon différents scénarios d'émission de gaz à effet de serre sont consultables sur un site dédié publié par Météo-France en novembre 2022.

### Transports
Le Canal de Nantes à Brest est, sur ce tronçon, fermé à la navigation commerciale depuis 1967. Toutefois des travaux de restauration ont été entrepris : par exemple l'écluse de Gouarec (située en fait en Plélauff car c'est le cours naturel du Doré qui sert de limite communale) est à nouveau opérationnelle depuis 2019 et une cale de mise à l'eau ainsi qu'un embarcadère pour bateaux légers type canoë ont été aménagés ; les divers aménagements entrepris ont permis une reprise de la navigation de loisir jusqu'au lac de Guerlédan vers l'est et jusqu'à l'étang de la Pitié, à la limit de Plouguernével et Mellionnec, ves l'ouest.

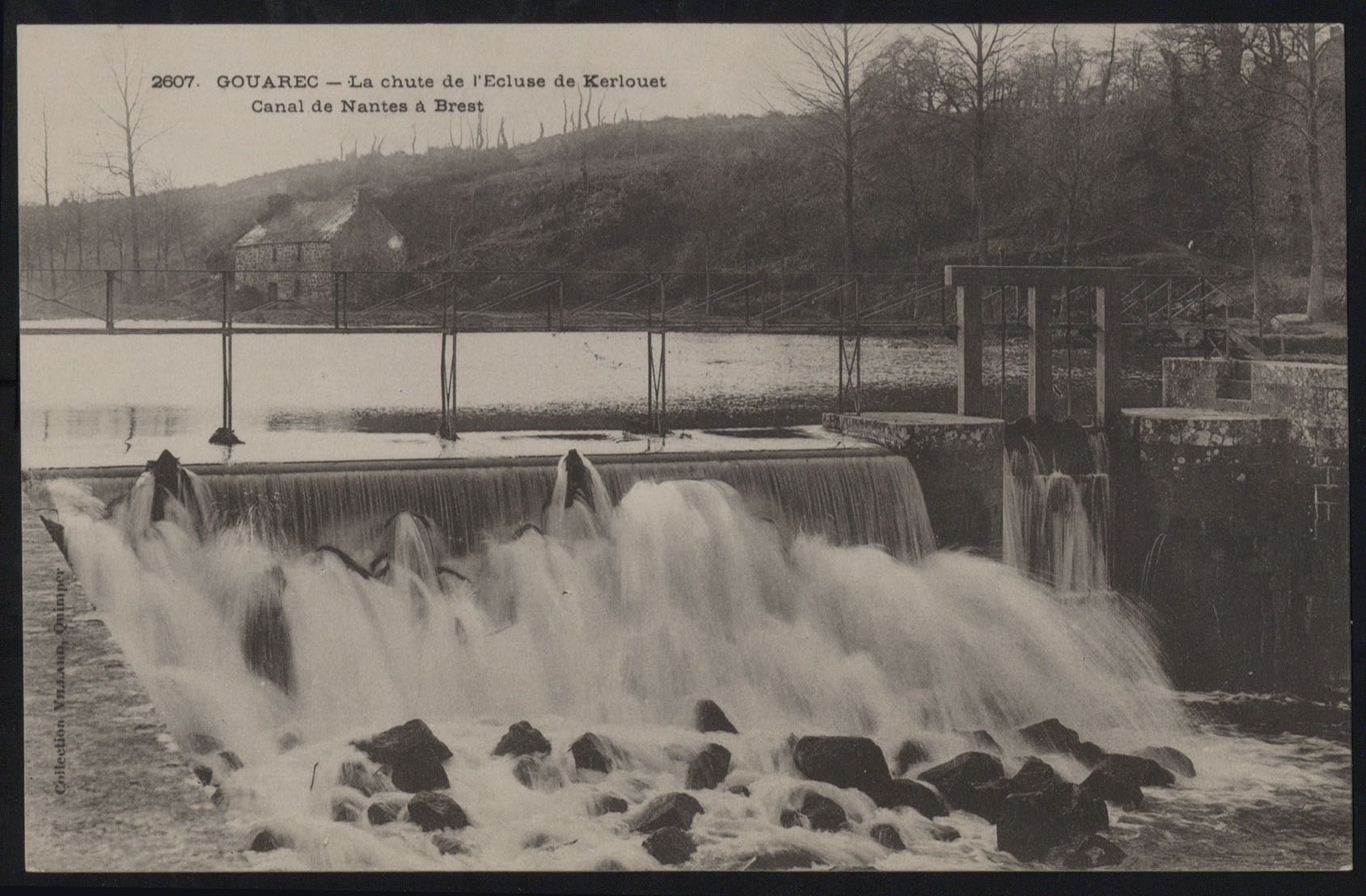
La chute d'eau de l'écluse de Kerlouet (carte postale, vers 1905).
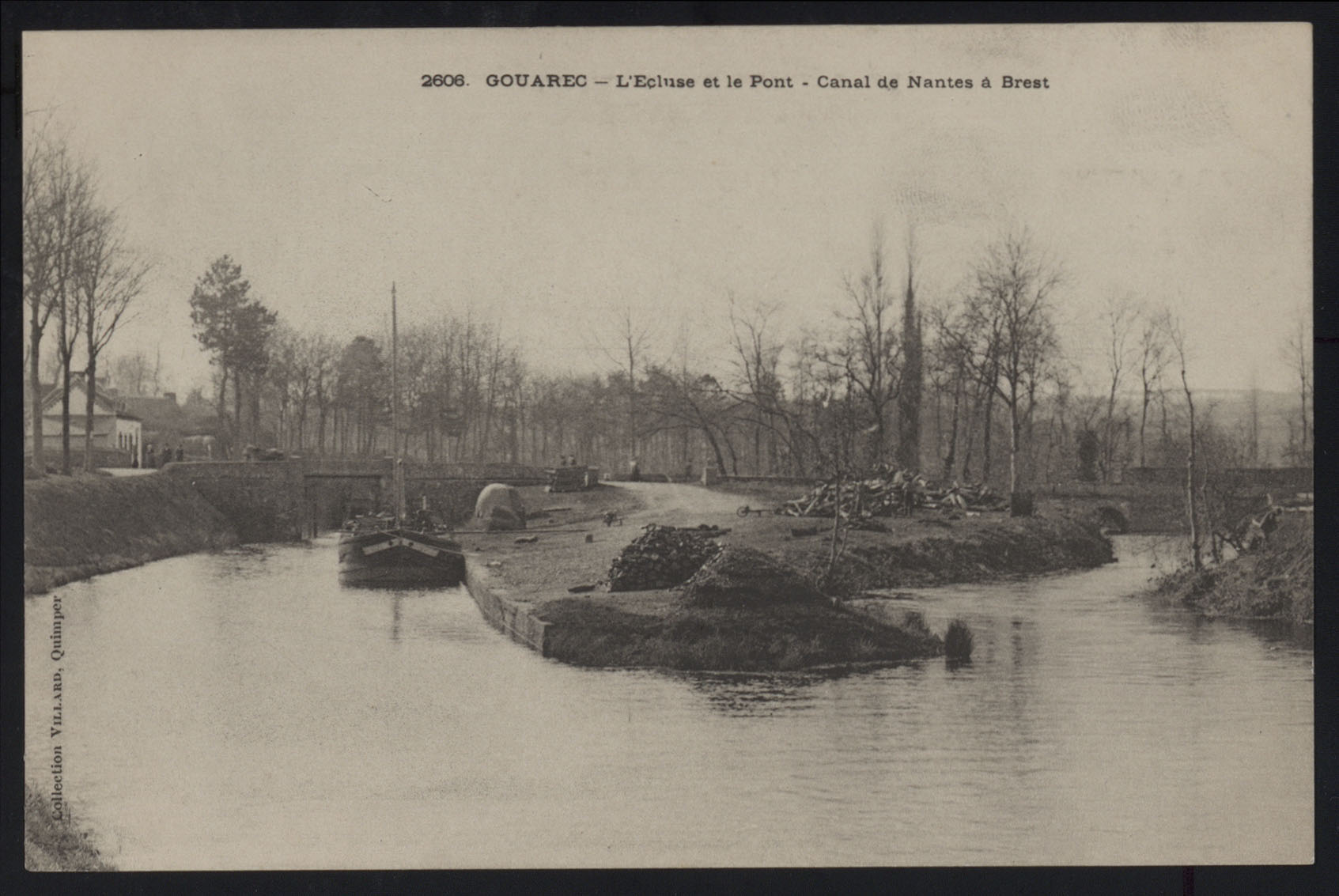
L'écluse de Gouarec et le pont sur le canal (carte postale, vers 1905).
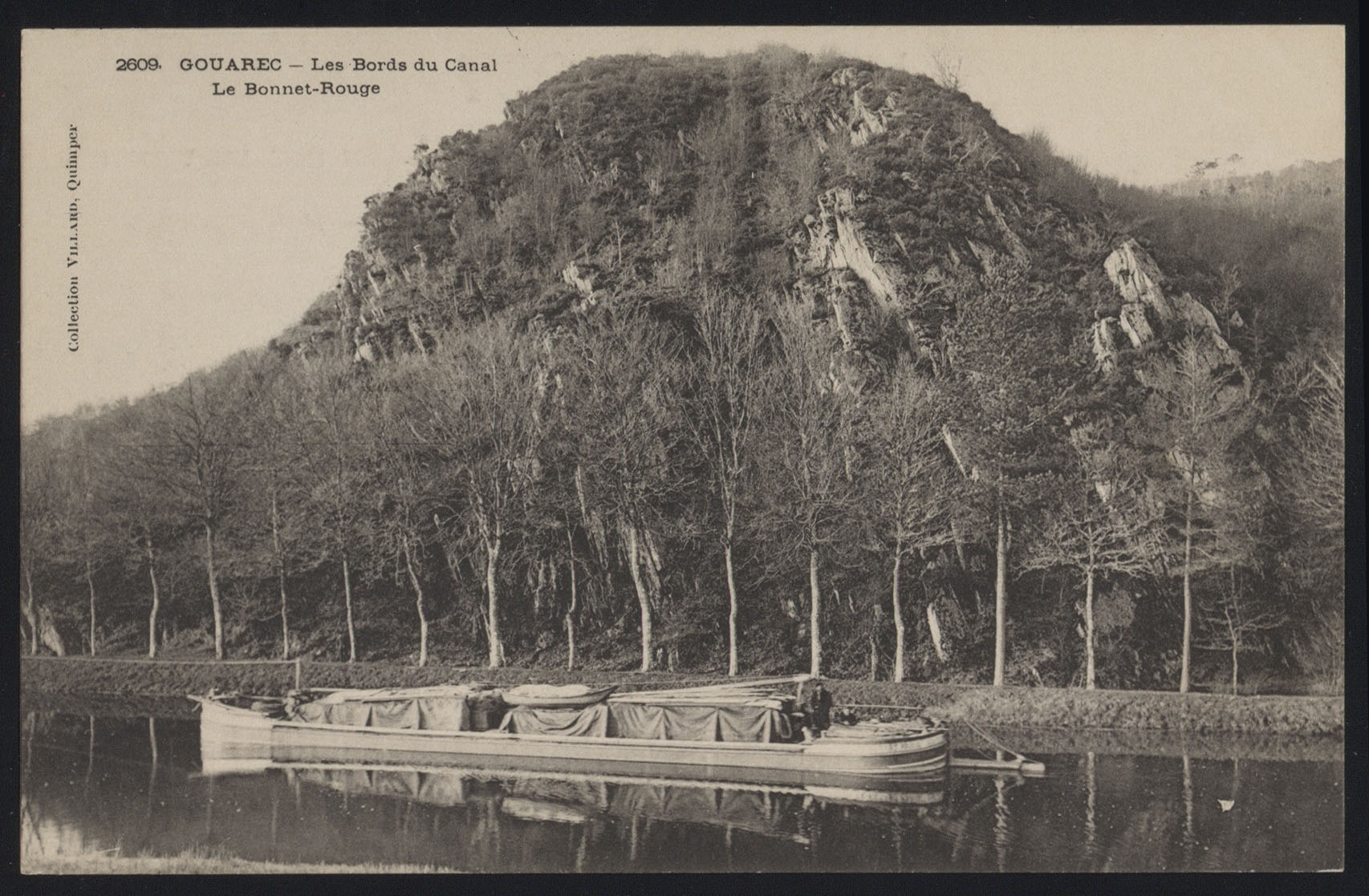
Péniche sur le canal devant le rocher du Bonnet Rouge (carte postale, vers 1905).
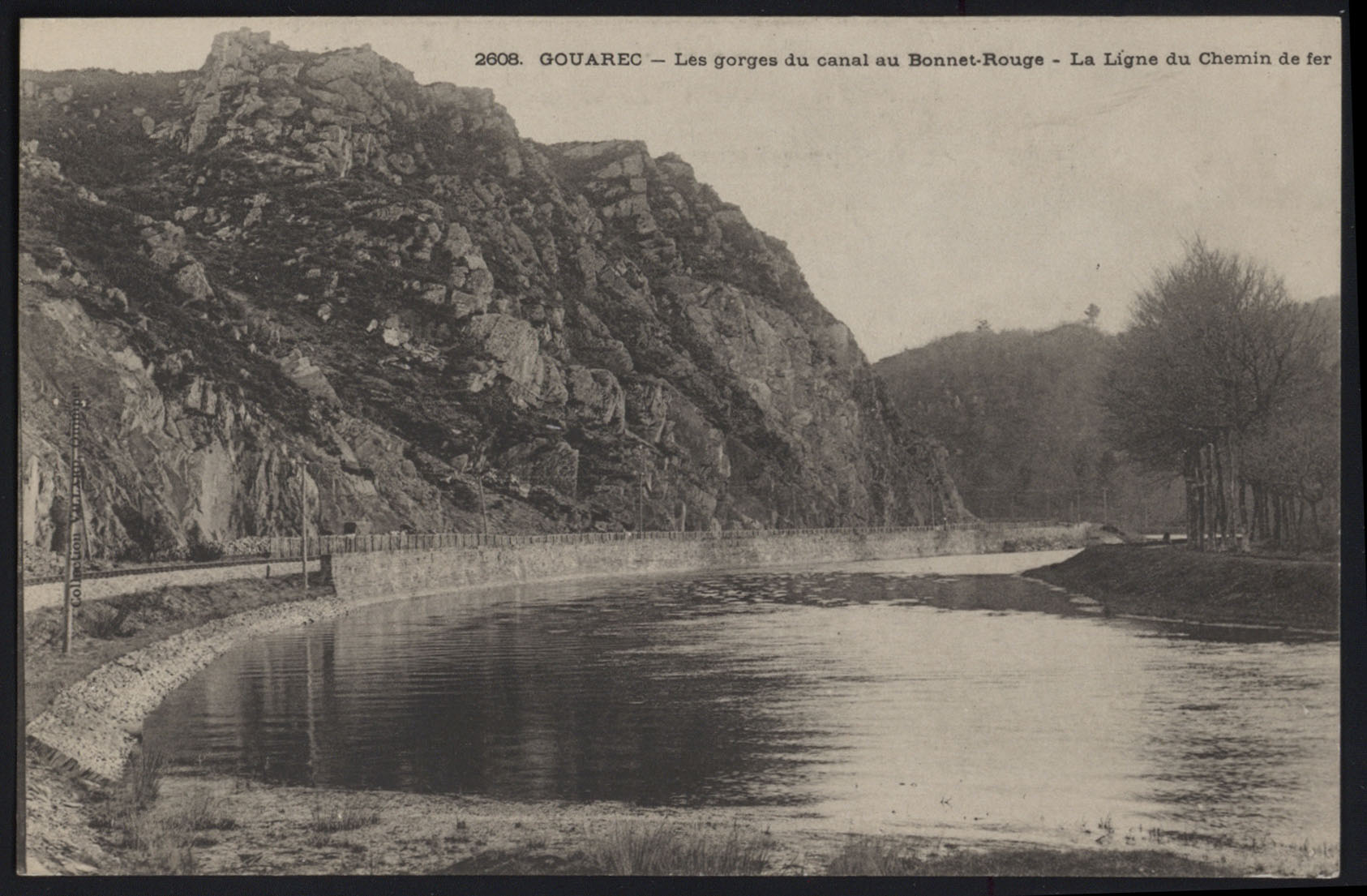
Les Gorges du Blavet au Bonnet Rouge : le canal et la voie ferrée (carte postale, vers 1905).
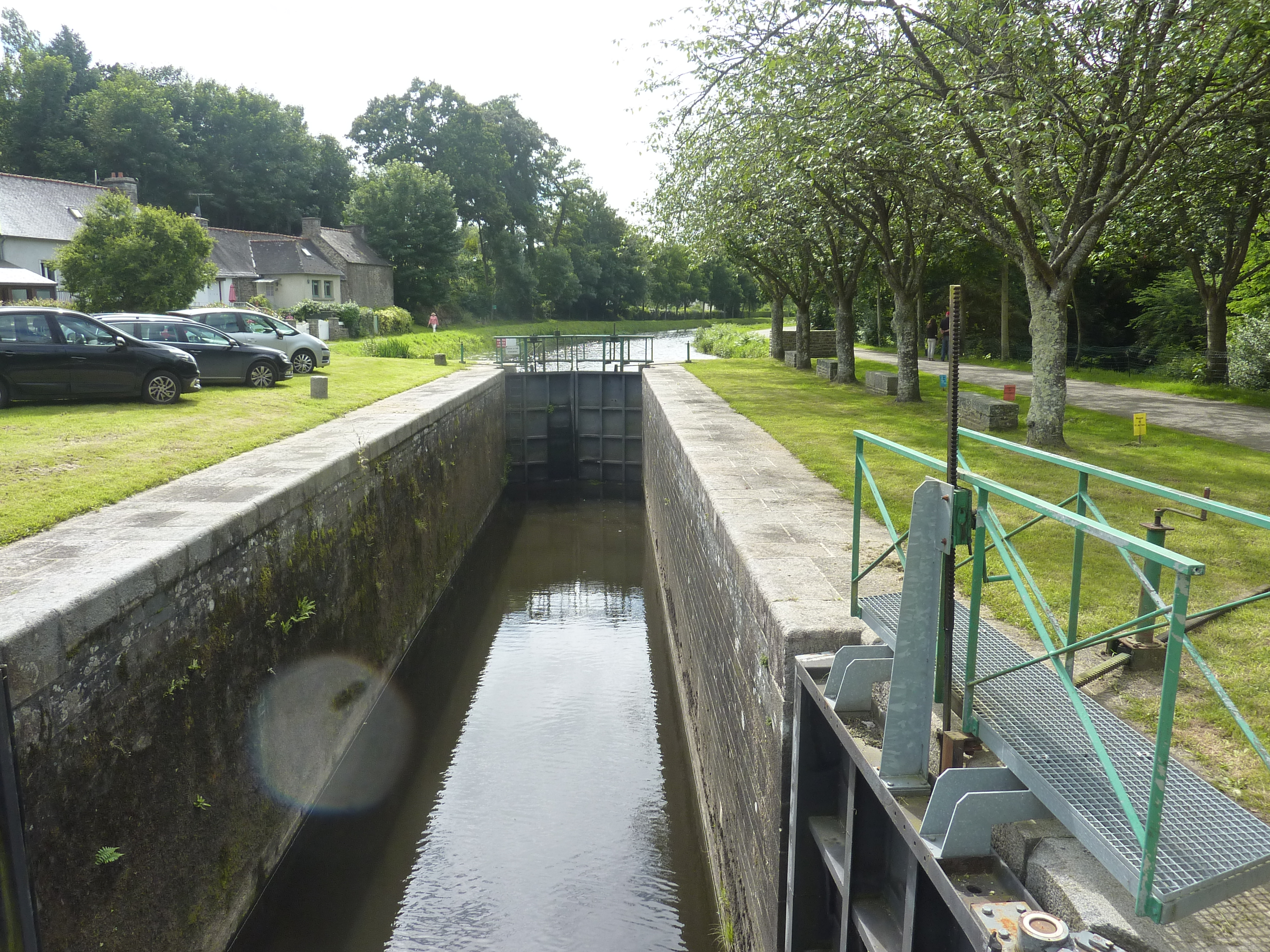
L'écluse de Gouarec, dite écluse de la Villeneuve (écluse n° 140 du canal de Nantes à Brest, situé en fait en Plélauff).
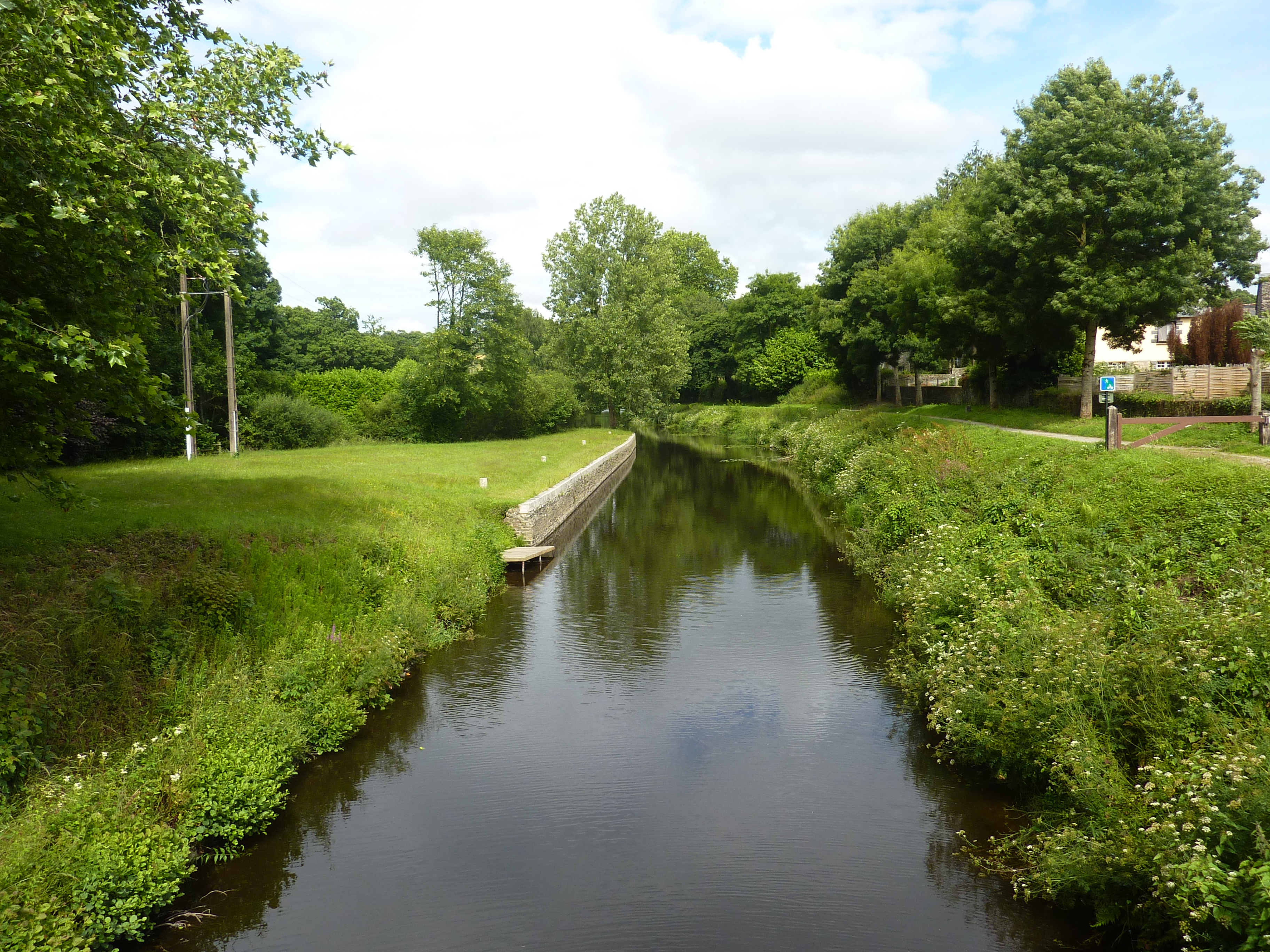
Quai le long du canal de Nantes à Brest près de l'écluse de la Villeneuve (écluse n°140).

## Urbanisme

### Typologie
Au 1er janvier 2024, Plélauff est catégorisée commune rurale à habitat dispersé, selon la nouvelle grille communale de densité à 7 niveaux définie par l'Insee en 2022.
Elle est située hors unité urbaine. Par ailleurs la commune fait partie de l'aire d'attraction de Rostrenen, dont elle est une commune de la couronne,. Cette aire, qui regroupe 10 communes, est catégorisée dans les aires de moins de 50 000 habitants,.

### Occupation des sols

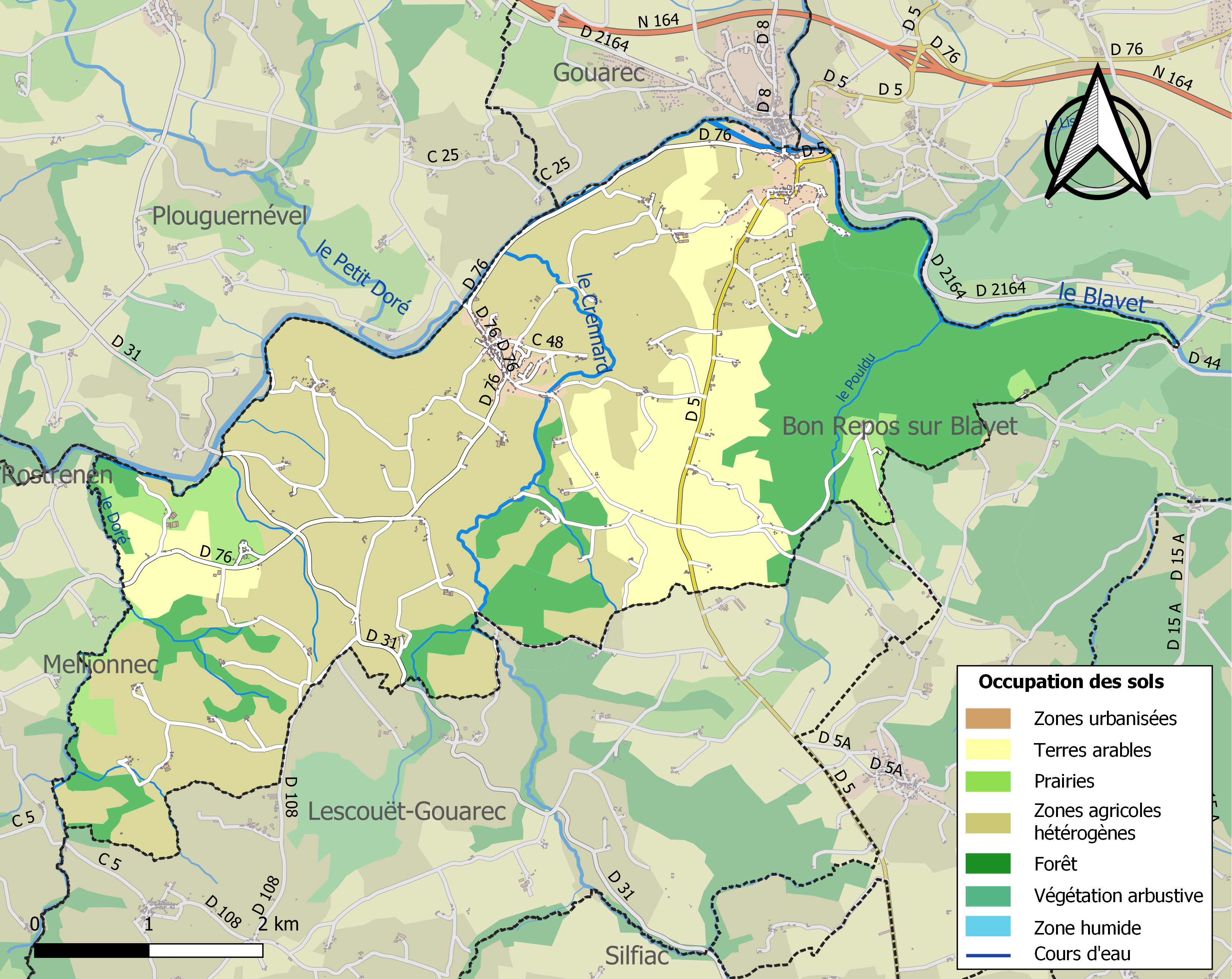
Carte des infrastructures et de l'occupation des sols de la commune en 2018 (CLC).

Le tableau ci-dessous présente l'occupation des sols détaillée de la commune en 2018, telle qu'elle ressort de la base de données européenne d’occupation biophysique des sols Corine Land Cover (CLC).
| Type d’occupation                                                                   | Pourcentage | Superficie (en hectares) |
| ----------------------------------------------------------------------------------- | ----------- | ------------------------ |
| Tissu urbain discontinu                                                             | 2,6 %       | 68                       |
| Terres arables hors périmètres d'irrigation                                         | 16,6 %      | 430                      |
| Prairies et autres surfaces toujours en herbe                                       | 4,3 %       | 113                      |
| Systèmes culturaux et parcellaires complexes                                        | 49,5 %      | 1283                     |
| Surfaces essentiellement agricoles interrompues par des espaces naturels importants | 3,5 %       | 91                       |
| Forêts de feuillus                                                                  | 19,6 %      | 509                      |
| Forêts de conifères                                                                 | 1,7 %       | 44                       |
| Forêts mélangées                                                                    | 1,9 %       | 50                       |
| Landes et broussailles                                                              | 0,08 %      | 2                        |
| Forêt et végétation arbustive en mutation                                           | 0,04 %      | 1                        |
| Source : Corine Land Cover                                                          |             |                          |

## Toponymie
Les formes anciennes du nom de la ville sont : Parrochia de Plelauff en 1283, Ploelanv (graphie erronée de Plelauff) en 1289, Ploelan en 1311, Plelan en 1315, Ploilan en 1316, Plelann en 1333, Ploelauf en 1448, Ploelauff en 1464 et en 1481, Ploelan et Plelauff en 1477, Pellac en 1536, Pellan de 1471 jusque vers 1660, Plouslauff, Ploelauf, Pleslauff, Pellauf, Pellof et Plélauff dès 1790.Les deux dernières lettres "ff" indiquent que la voyelle précédente était nasalisé.
Le nom de Plélauff vient du mot breton ploe qui veut dire paroisse et de lann qui veut dire ermitage, Ploe-lann ayant évolué pour donner "Plélauff" en français et Pellann en breton.

## Histoire

### Préhistoire
L'occupation humaine est attestée sur le territoire de la commune dès le Néolithique comme en témoignent les deux allées couvertes de Kerrivalan et du Bonnet-Rouge, toujours visibles, ainsi que deux menhirs désormais disparus qui étaient situés près de Parc-ar-menhir.

### Antiquité
Des mines de plomb argentifère, exploitées à l'époque gallo-romaine, l'ont été à nouveau à l'époque mérovingienne (des pièces de bois datées vers 750 après J.-C. ont été découvertes dans des galeries).

### Moyen-Âge

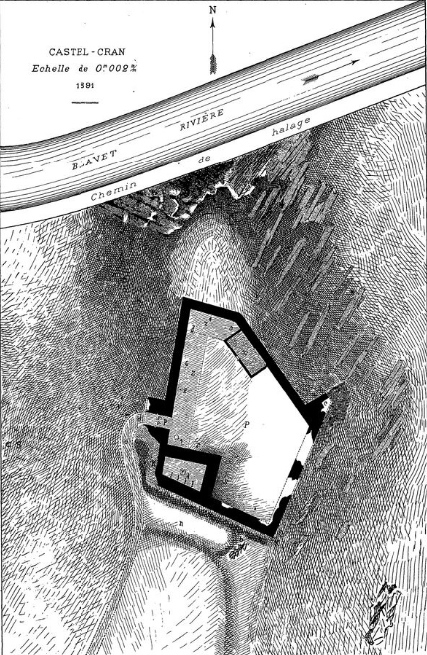
Plan de la forteresse de Castel-Cran en Plélauff (par Hervé de Keranflec'h, Bulletin archéologique de l'Association bretonne, 1891).

Le camp fortifié de Castel Cran, qui domine le Blavet, cité dans la Charte de Redon en 871, est un prototype de château féodal, avec des murs formés de plaquettes schisteuses maçonnées à sec, qui a fait l'objet de reconstructions les siècles suivants.
Castel-Cran date peut-être du IXe siècle, plus probablement du XIe siècle ou du XIIe siècle; il domine Gouarec (la forteresse est située sur une hauteur dominant la rive droite du Blavet en aval du bourg) ; elle a été fouillée au XIXe siècle par Hervé de Keranflec'h, comte de Keranflec'h-Kernezne, qui y trouva des restes de murs ayant 1,5 mètre d'épaisseur. Des fouilles illégales ont malheureusement endommagé le site.
Selon un aveu de 1471 la châtellenie de Gouarec, un des trois membres de la vicomté de Rohan, « s'étendait sur treize paroisses ou trèves : Plouray, Mellionec, Plouguernével, Saint-Gilles, Gouarec, Plélauf, Lescouët, Penret ou Perret, Sainte-Brigitte, Silfiac, Cléguérec (partie nord), Saint-Aignan, Saint-Caradec, Trégomel. La résidence seigneuriale, dans cette châtellenie, était le château de Penret, aussi appelé le château des Salles, en Sainte-Brigitte ».

### LeXXesiècle

#### Les guerres duXXesiècle
Le monument aux Morts porte les noms de 90 soldats morts pour la Patrie :
- 80 sont morts durant la Première Guerre mondiale.
- 9 sont morts durant la Seconde Guerre mondiale.
- 1 est mort durant la Guerre d'Indochine.

## Politique et administration
| Période                                  | Période      | Identité          | Étiquette | Qualité                    |
| ---------------------------------------- | ------------ | ----------------- | --------- | -------------------------- |
| 1959                                     | 1965         | Francis Le Boudec | Droite    |                            |
| septembre 1980                           | octobre 1998 | Mélanie Thomas    | PS        |                            |
| novembre 1998                            | mars 2007    | Marcel Le Panse   | PCF       | Retraité                   |
| mars 2007                                | mars 2014    | Daniel Le Coz     |           | Retraité                   |
| mars 2014                                | En cours     | Bernard Rohou     | DVG       | Retraité de l'enseignement |
| Les données manquantes sont à compléter. |              |                   |           |                            |

## Démographie
L'évolution du nombre d'habitants est connue à travers les recensements de la population effectués dans la commune depuis 1793. Pour les communes de moins de 10 000 habitants, une enquête de recensement portant sur toute la population est réalisée tous les cinq ans, les populations de référence des années intermédiaires étant quant à elles estimées par interpolation ou extrapolation. Pour la commune, le premier recensement exhaustif entrant dans le cadre du nouveau dispositif a été réalisé en 2007.

En 2022, la commune comptait 687 habitants, en évolution de +5,21 % par rapport à 2016 (Côtes-d'Armor : +1,78 %, France hors Mayotte : +2,11 %).
| 1793  | 1800  | 1806  | 1821  | 1831  | 1836  | 1841  | 1846  | 1851  |
| ----- | ----- | ----- | ----- | ----- | ----- | ----- | ----- | ----- |
| 1 191 | 1 101 | 1 249 | 1 143 | 1 362 | 1 358 | 1 300 | 1 440 | 1 448 |

| 1856  | 1861  | 1866  | 1872  | 1876  | 1881  | 1886  | 1891  | 1896  |
| ----- | ----- | ----- | ----- | ----- | ----- | ----- | ----- | ----- |
| 1 290 | 1 275 | 1 578 | 1 257 | 1 286 | 1 382 | 1 430 | 1 490 | 1 554 |

| 1901  | 1906  | 1911  | 1921  | 1926  | 1931  | 1936  | 1946  | 1954  |
| ----- | ----- | ----- | ----- | ----- | ----- | ----- | ----- | ----- |
| 1 520 | 1 530 | 1 596 | 1 623 | 1 636 | 1 545 | 1 406 | 1 190 | 1 049 |

| 1962 | 1968 | 1975 | 1982 | 1990 | 1999 | 2006 | 2007 | 2012 |
| ---- | ---- | ---- | ---- | ---- | ---- | ---- | ---- | ---- |
| 957  | 842  | 741  | 695  | 679  | 689  | 688  | 688  | 687  |

| 2017 | 2022 | - | - | - | - | - | - | - |
| ---- | ---- | - | - | - | - | - | - | - |
| 634  | 687  | - | - | - | - | - | - | - |

## Lieux et monuments

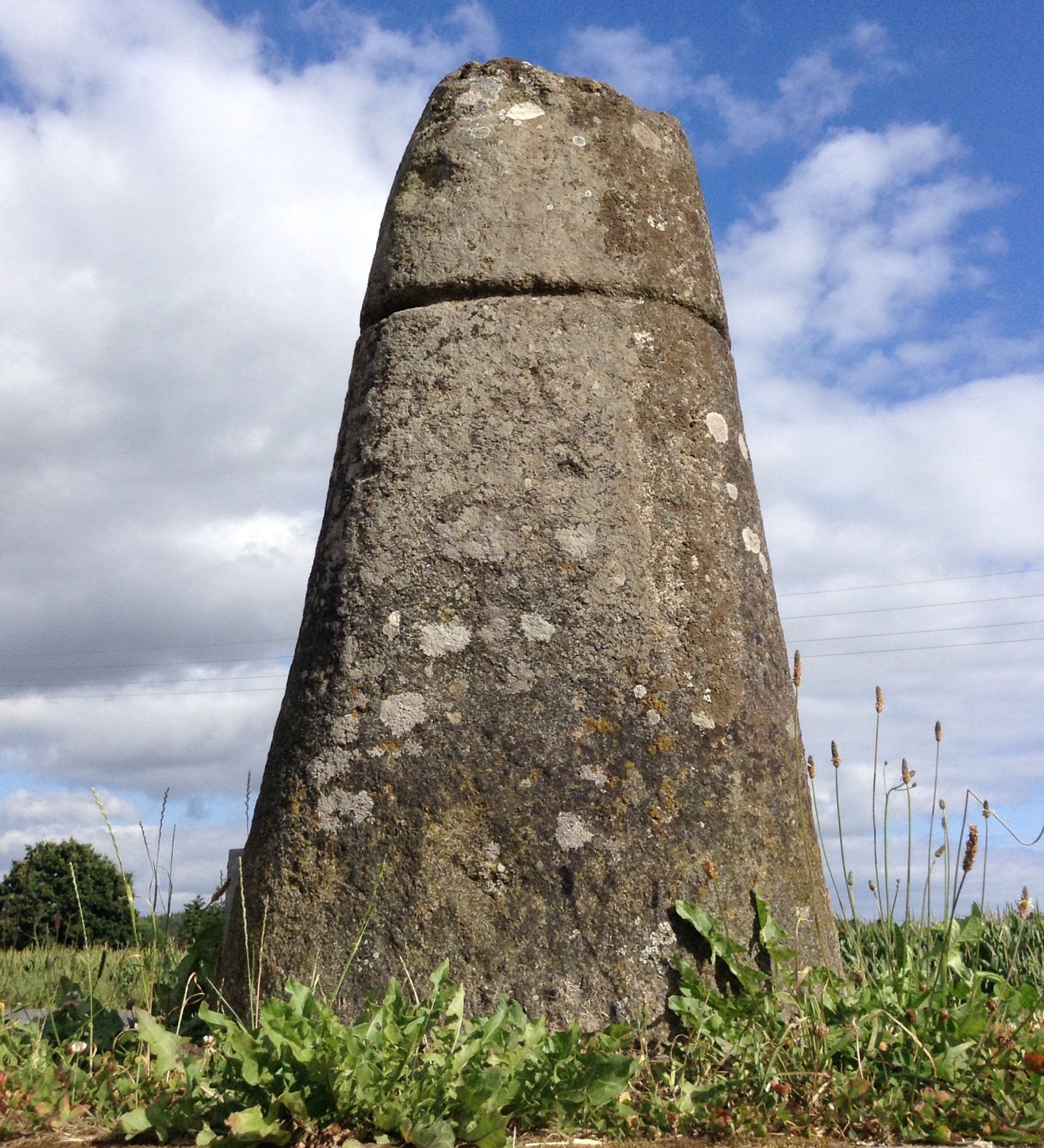
Stèle de l'âge du Fer dite du « Moustoir ».

- Allée couverte de Kerrivalan et allée couverte du Bonnet-Rouge.
- L'église est remarquable, ses trois cloches sont situées à l'extérieur du bâtiment. Elles sont aujourd'hui placées sur trois poteaux de béton. À l'origine, elles étaient supportées par des arbres.
- La chapelle Notre-Dame de la Croix dresse son petit clocher en haut du bourg. Elle renferme un superbe jubé orné de panneaux peints représentant les sept péchés capitaux. Elle est inscrite aux monuments historiques[49].
- Château de Castel Cran (Xe – XIe siècle), vestiges. Castel Cran est cité en 871 dans le Cartulaire de Redon. Le site est fouillé par C. de Keranflec'h-Kernezne à la fin du XIXe siècle. Celui-ci le date du IXe – Xe siècle, s'appuyant notamment sur la découverte d'une monnaie dont il attribue la frappe au roi de Bretagne Erispoë. Selon P. Guigon, il s’agirait en fait une pièce mancelle du Xe – XIe siècle, ce qui correspond aux caractéristiques constructives[50]. Il s’agit probablement d’un site plus ancien réutilisé[51],[38]. De Keranflec'h signale les traces d’un violent incendie (cendre, pierres vitrifiées, fer fondu...) qu’il interprète comme une destruction par le feu  au cours d’un siège. Les actes de l'abbaye de Bon Repos, distante de 3 km et fondée en 1184, ne mentionnant pas Castel Cran, il semble probable que le château ait déjà disparu à l’époque. Le site, recouvert de végétation, se trouve sur un éperon rocheux triangulaire aux pentes abruptes dominant de plus 30 m la vallée du Blavet, dans un méandre[50]. La forteresse est un pentagone irrégulier[52]. Selon la disposition en éperon barré, le côté méridional qui relie le plateau fortifié aux hauteurs environnantes est protégé par un fossé et par une levée de terre et de pierres surmontée d’un mur. A l’angle ouest y est accolée une construction trapézoïdale qui semble être la tour-maîtresse. L’entrée, percée dans une avancée rectangulaire en partie éboulée, s’ouvre sur la face ouest, contigüe à la tour (?) qui la commande. Un bâtiment de 8 m de long aux murs moins épais se dresse contre le mur au nord de la cour. Les murs, établis sur le rocher au plus près de l’à-pic, sont faits de plaques de schiste superposées liées à l’argile. Ils sont conservés par endroit jusqu’à une hauteur de 2 m au sud (2 mètres d'épaisseur côté sud)[50].
- La maison de la statue. Près du canal, une statue de granite irrévérencieuse représentant un homme urinant orne une maison particulière.
- Le canal de Nantes à Brest. Sa présence donne au lieu un authentique cachet. L'écluse est régulièrement occupée, en été, par un club de canoë-kayak.
- Équitation : le centre équestre Camina accueille toute l'année les jeunes cavaliers.